# Нью-Гемптон (Нью-Гемпшир)
Нью-Гемптон (англ. New Hampton) — місто (англ. town) в США, в окрузі Белкнеп штату Нью-Гемпшир. Населення — 2377 осіб (2020).

## Демографія
Згідно з переписом 2010 року, у місті мешкало 2165 осіб у 848 домогосподарствах у складі 617 родин. Було 1083 помешкання
Расовий склад населення:
| - 96,9 % — білих - 0,8 % — азіатів - 0,4 % — чорних або афроамериканців - 0,1 % — корінних американців |

До двох чи більше рас належало 1,8 %. Частка іспаномовних становила 0,9 % від усіх жителів.
За віковим діапазоном населення розподілялося таким чином: 22,5 % — особи молодші 18 років, 62,0 % — особи у віці 18—64 років, 15,5 % — особи у віці 65 років та старші. Медіана віку мешканця становила 42,4 року. На 100 осіб жіночої статі у місті припадало 105,0 чоловіків;  на 100 жінок у віці від 18 років та старших — 102,4 чоловіків також старших 18 років.
Середній дохід на одне домашнє господарство  становив 81 035 доларів США (медіана — 72 296), а середній дохід на одну сім'ю — 89 843 долари (медіана — 80 882). Медіана доходів становила 54 507 доларів для чоловіків та 51 016 доларів для жінок. За межею бідності перебувало 10,0 % осіб, у тому числі 11,6 % дітей у віці до 18 років та 8,8 % осіб у віці 65 років та старших.
Цивільне працевлаштоване населення становило 1167 осіб. Основні галузі зайнятості: освіта, охорона здоров'я та соціальна допомога — 26,2 %, роздрібна торгівля — 13,8 %, виробництво — 13,6 %.